# Epigonus

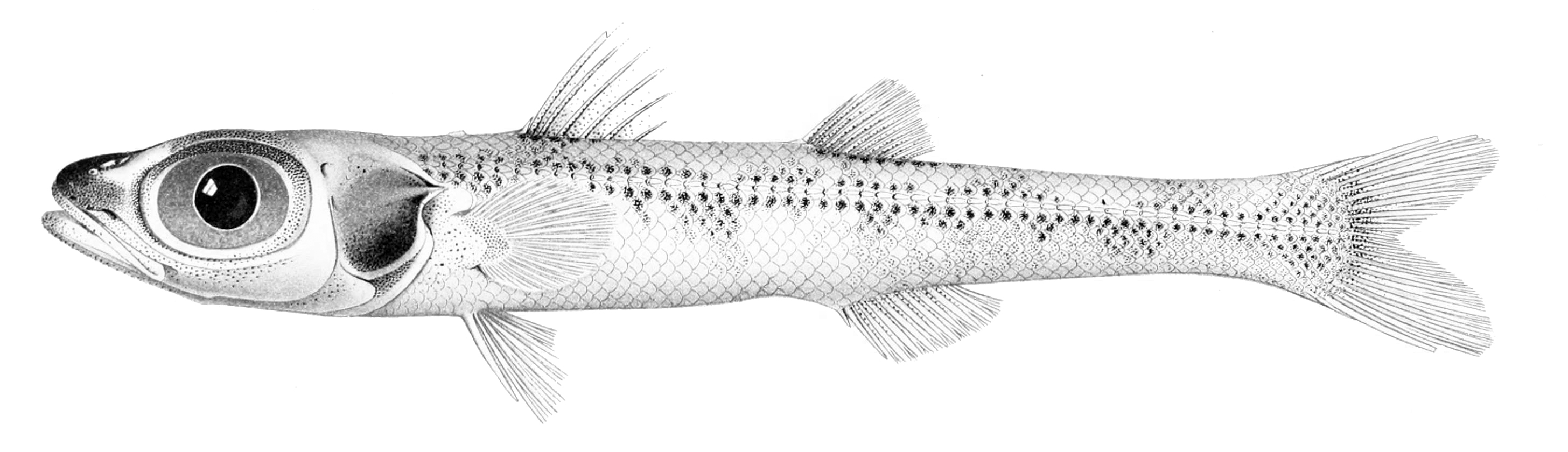
Epigonus atherinoides

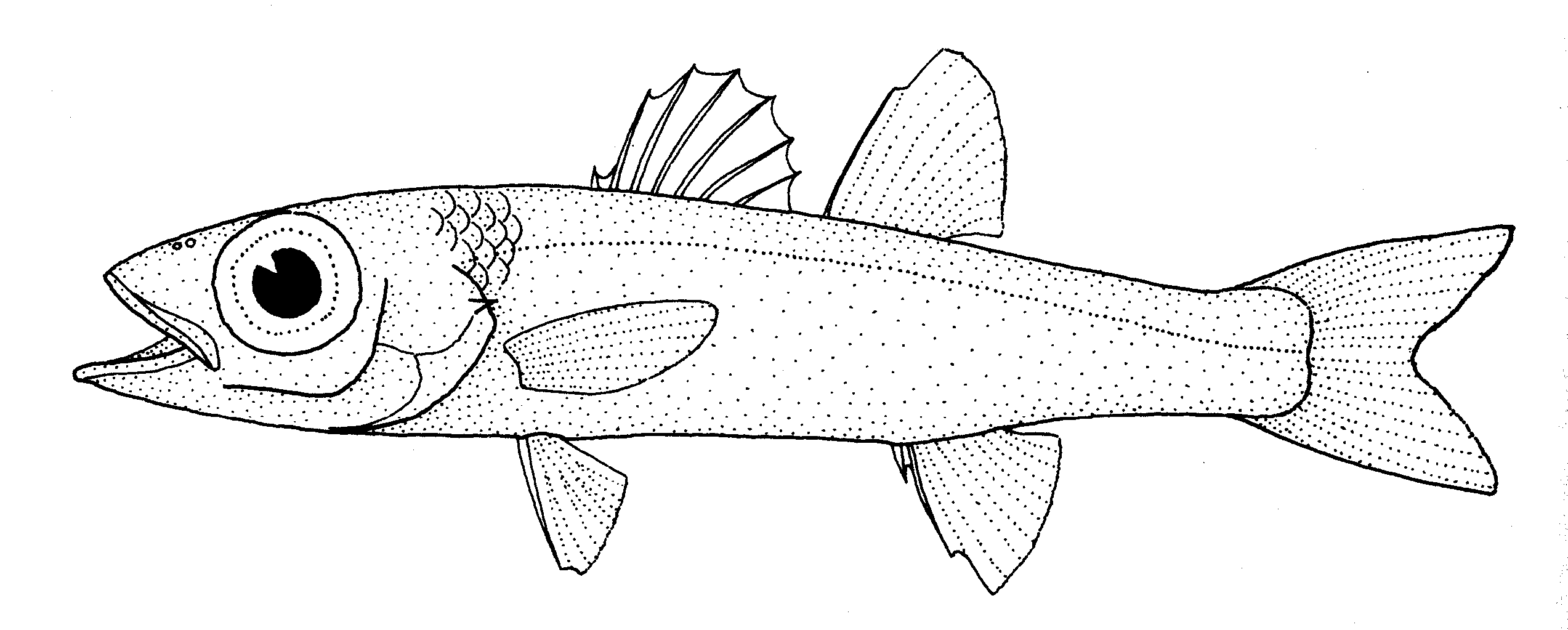
Epigonus telescopus

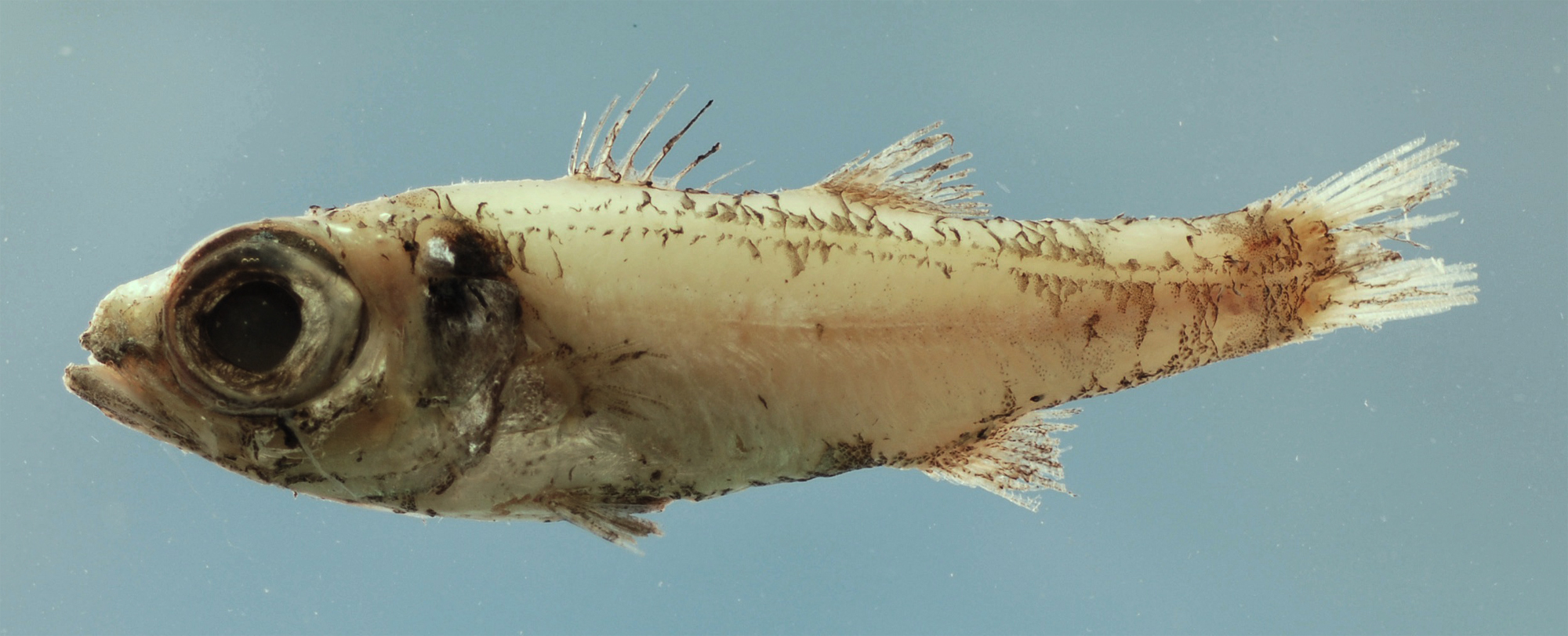
Epigonus robustus del golfo de México

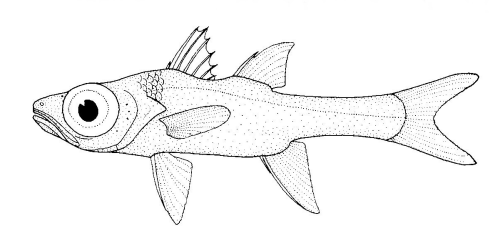
Epigonus lenimen

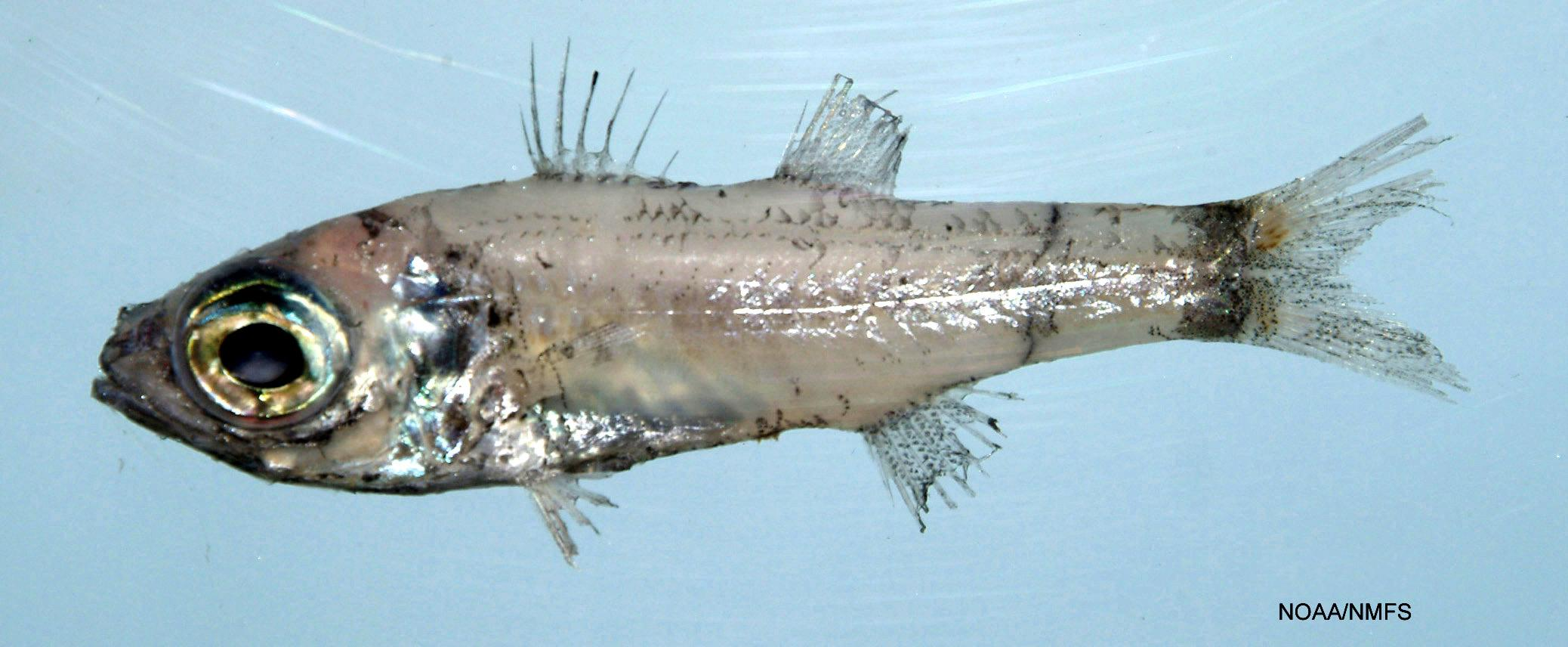
Epigonus pandionis del golfo de México

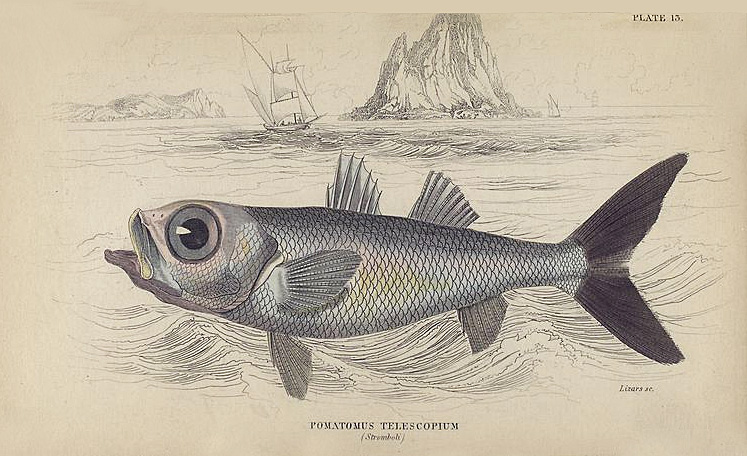
Epigonus telescopus

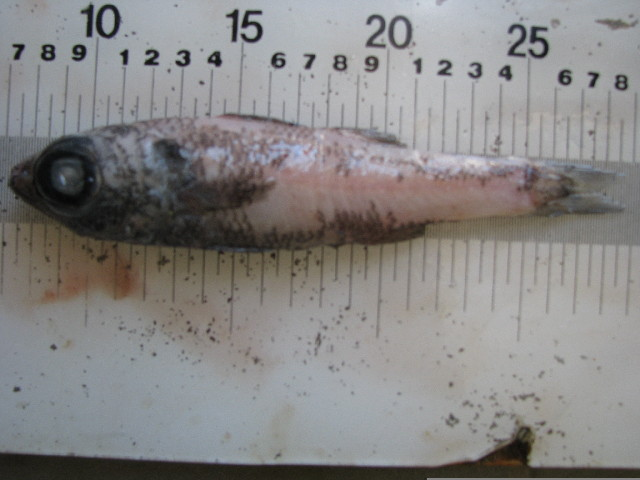
Epigonus telescopus

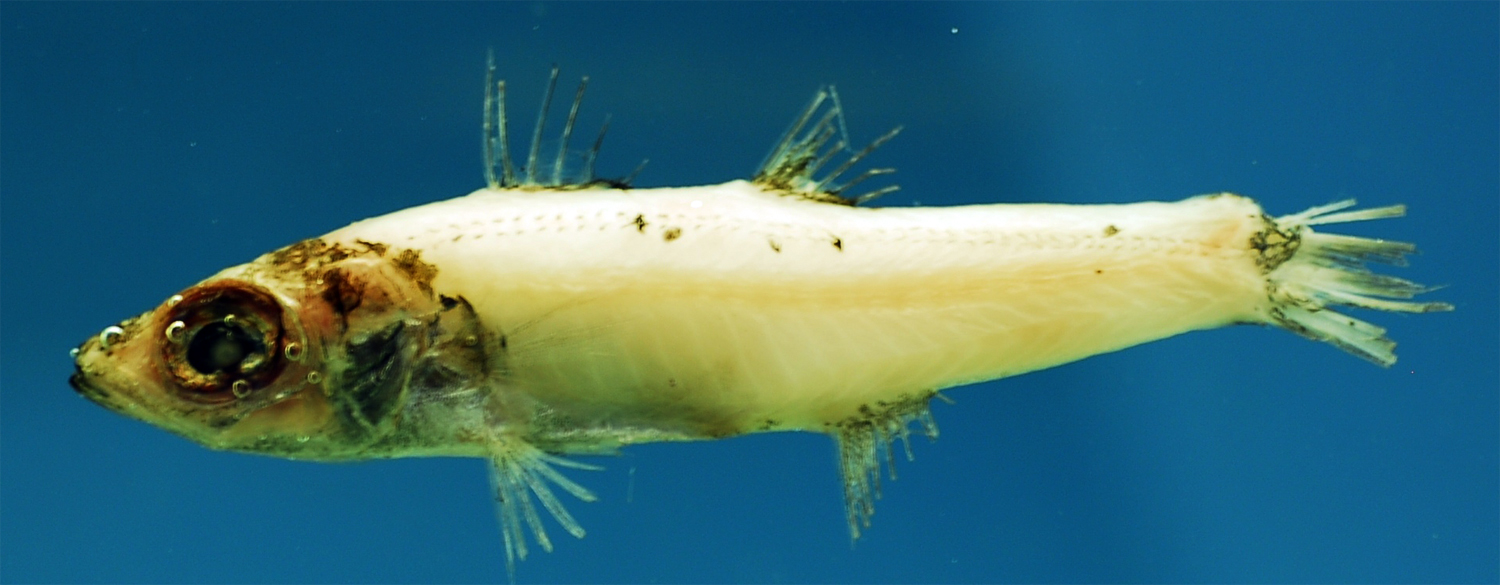
Epigonus occidentalis

Epigonus  es un género de peces perteneciente familia de los epigónidos.

## Descripción
- Cuerpo alargado y fusiforme.
- No tenien dientes caninos.
- 7-8 espinas en la primera aleta dorsal y 1 espina y 9-10 radios en la segunda.
- Aleta anal con 2 espinas y 9 radios.
- Escamas grandes y dentadas, que recorren la parte basal de la aleta dorsal hasta la anal y caudal.
- La línea lateral sobre la aleta caudal.[2]

## Reproducción
No presentan evidència de incubación oral.

## Hábitat
Son peces que viven en el talud continental entre los 100-1.200 m de profundidad.

## Especies
- Epigonus affinis (Parin & Abràmov, 1986)[3]
- Epigonus angustifrons (Abràmov & Manilo, 1987)[4][5]
- Epigonus atherinoides (Gilbert, 1905)[6]
- Epigonus cavaticus (Ida, Okamoto & Sakaue, 2007)[7]
- Epigonus constanciae (Giglioli, 1880)[8][9]
- Epigonus crassicaudus (de Buen, 1959)[10][11]
- Epigonus ctenolepis (Mochizuki & Shirakihara, 1983)[12]
- Epigonus denticulatus (Dieuzeide, 1950)[13]
- Epigonus devaneyi (Gon, 1985)[14]
- Epigonus elegans (Parin & Abràmov, 1986)[3][15]
- Epigonus elongatus (Parr, 1933)[16]
- Epigonus fragilis (Jordan & Jordan, 1922)[17]
- Epigonus glossodontus (Gon, 1985)[14]
- Epigonus heracleus (Parin & Abràmov, 1986)[3]
- Epigonus lenimen (Whitley, 1935)[18]
- Epigonus macrops (Brauer, 1906)[19]
- Epigonus marimonticolus (Parin & Abràmov, 1986)[20]
- Epigonus marisrubri (Krupp, Zajonz & Khalaf, 2009)[21]
- Epigonus merleni (McCosker & Long, 1997)[22]
- Epigonus notacanthus (Parin & Abràmov, 1986)[3]
- Epigonus occidentalis (Goode & Bean, 1896)[23]
- Epigonus oligolepis (Mayer, 1974)[24]
- Epigonus pandionis (Goode & Bean, 1881)[25]
- Epigonus parini (Abràmov, 1987)[26]
- Epigonus pectinifer (Mayer, 1974)[24]
- Epigonus robustus (Mead & De Falla, 1965)[27]
- Epigonus telescopus (Risso, 1810)[28][29][30]
- Epigonus waltersensis (Parin & Abràmov, 1986)[3][31][32][33][34][35][36][37]